# Wieliczka
Wieliczka est une ville de Pologne de près de 28 000 habitants, située à 14 km de Cracovie et mondialement connue pour sa mine de sel. 

## La cité du sel

### Un centre culturel sous terre

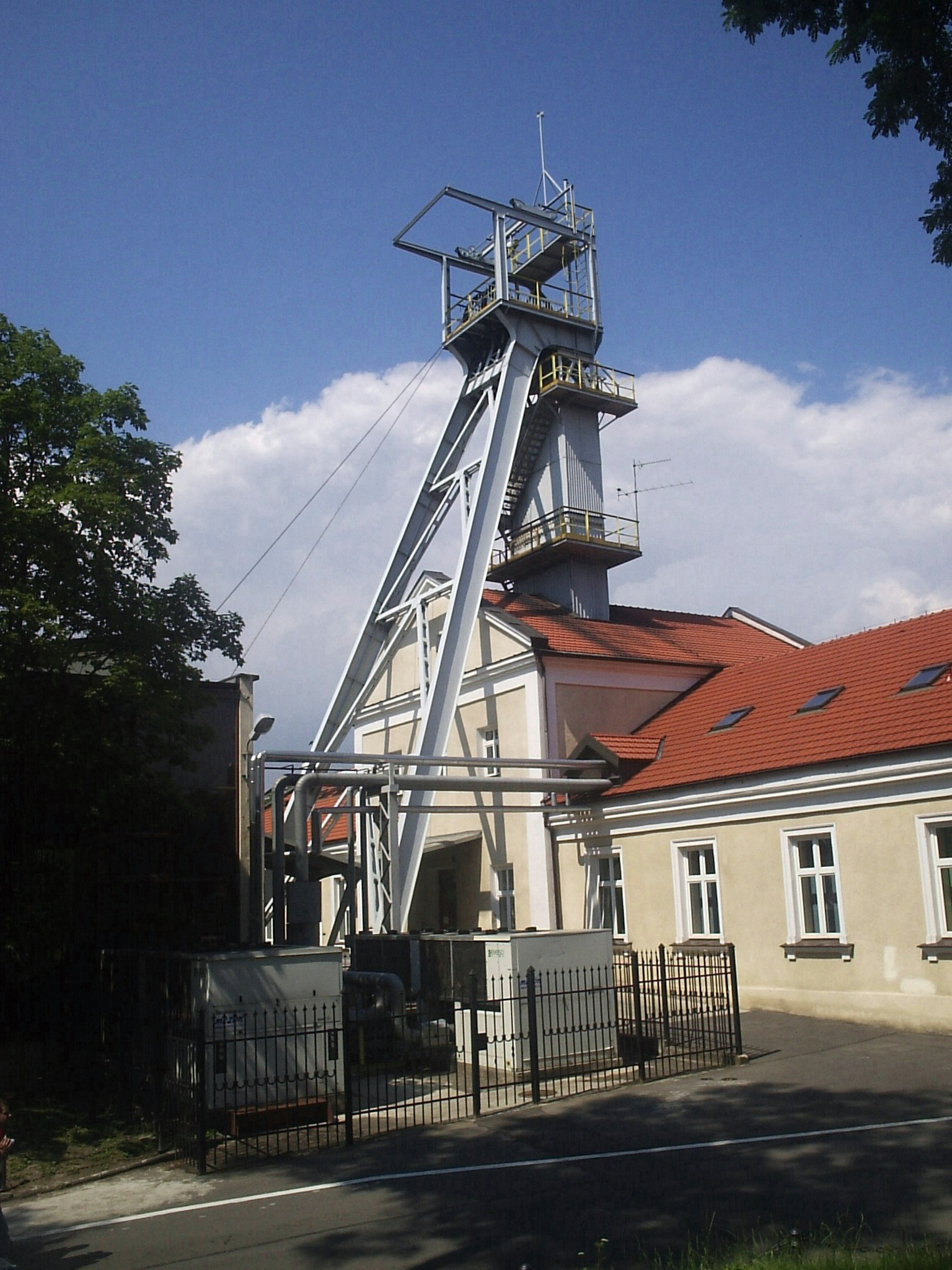
Entrée de la mine

Depuis le XIIIe siècle, Wieliczka exploite son gisement de sel gemme souterrain sur 9 niveaux et 300 km de galeries. C'est la plus ancienne mine de sel d'Europe encore exploitée à ce jour. Elle abrite aujourd'hui un centre de conférences de plus de 1 000 places permettant d'organiser des spectacles et des compétitions sportives à 125 m sous terre et un musée. Enfin, à plus de 200 m sous terre se trouve un sanatorium.
Le musée se trouve à 135 m de profondeur, des visites sont organisées toute l'année.
Les mines ont été inscrites en 1978 au Patrimoine mondial de l'UNESCO.

### Sculptures de sel
Un ensemble de sculptures taillées dans les blocs de sel illustre la légende de la découverte de la mine et accueille le visiteur à son arrivée au premier niveau souterrain.

### Légendes

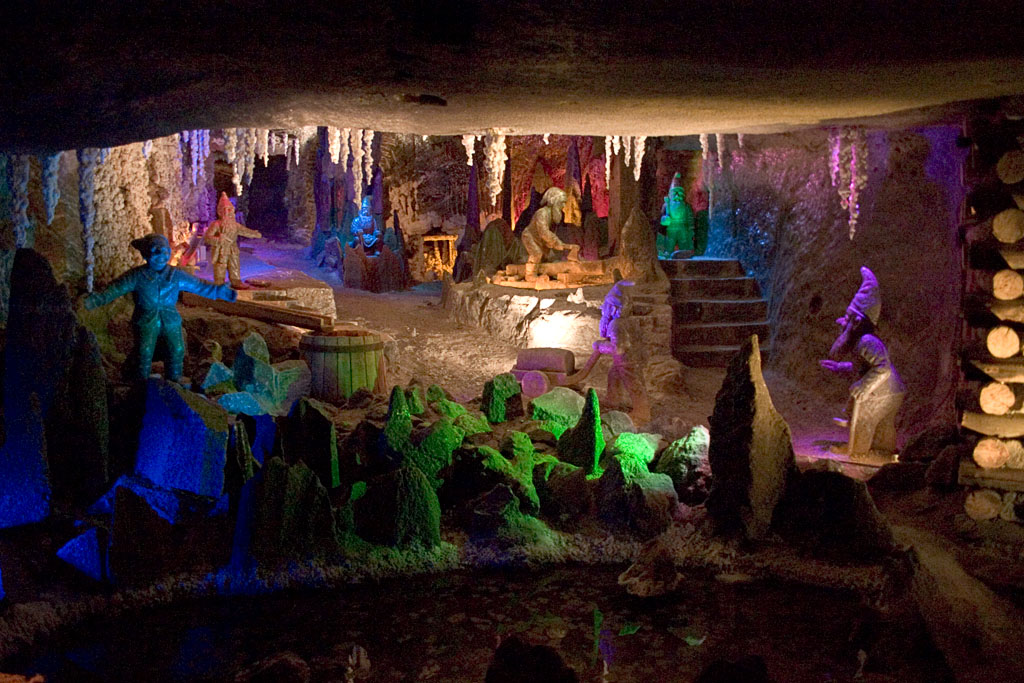
La légende du sel gemme

Cette légende raconte qu'une jeune princesse hongroise, prénommée Kinga, reçut du prince polonais Boleslas une magnifique bague de fiançailles qu'elle laissa tomber par mégarde dans un puits, à proximité d'une mine de sel que lui avait offerte son père le roi Béla, juste avant qu'elle ne se mette en route pour ses noces. Un peu avant de parvenir à Cracovie, le voyage étant long et epuisant, le cortège s'arrêta une dernière fois. Ne trouvant pas suffisamment d'eau pour désaltérer ses gens et ses bêtes, la princesse ordonna de creuser un puits là où elle se trouvait, près du village de Wieliczka. C'est alors que l'un des hommes sentit en creusant qu'il atteignait quelque chose de très dur  : il remonta un gros bloc de sel, à l'intérieur duquel scintillait la bague de fiançailles perdue.
Une autre légende veut que des lutins viennent aider secrètement les mineurs, les protégeant des inondations et des éboulements, ce qui explique la présence de nombreux lutins sculptés dans le sel un peu partout dans la mine.

### Une église creusée dans le sel

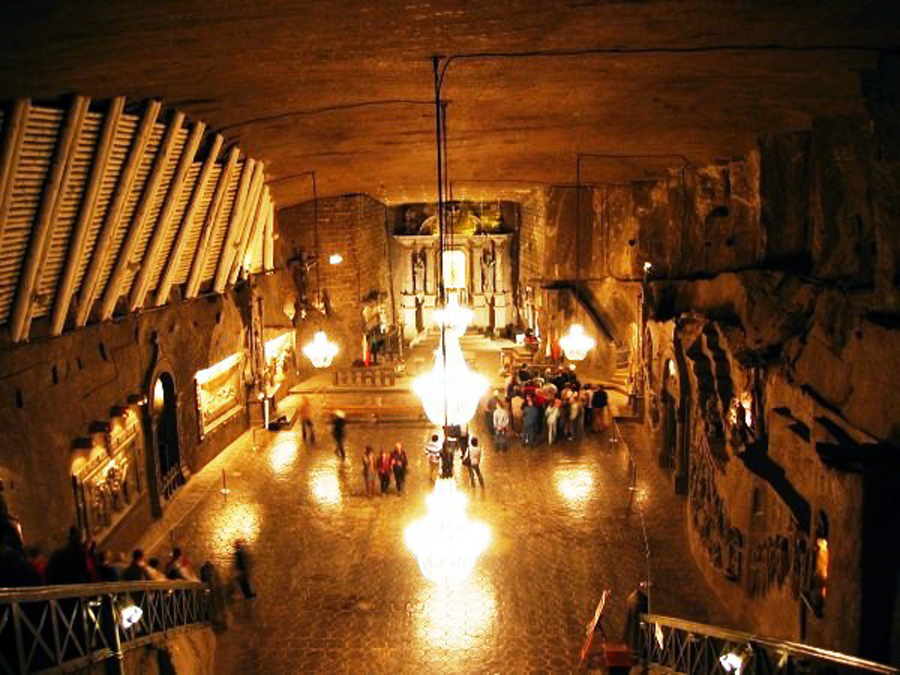
L'église Sainte Kinga (Cunégonde), creusée dans le sel

A une centaine de mètres de profondeur se trouve la plus belle salle de la mine : la chapelle de la bienheureuse Kinga de Pologne (Cunégonde), entièrement de sel, qu'il s'agisse du sol, des reliefs, des statues, des sculptures ou même des lustres. De nombreuses scènes bibliques sont représentées (la fuite en Égypte, le miracle de Cana, la naissance du Christ, l'ordre d'Hérode, le massacre des Innocents, le Christ enseignant dans le temple, saint Thomas l'incrédule, la Cène, le Christ crucifié), on y trouve également une crèche de Noël avec tous ses personnages.
Cette œuvre unique au monde valut à la mine d'être inscrite au patrimoine mondial de l'UNESCO en 1978.
La mine fut visitée par de nombreuses personnalités, telles que Jean-Paul II, Javier Solana ou encore George H. W. Bush.

### Points marquants
Lors des JMJ de 2016 à Cracovie, c'est sur la plaine de Brzegi (renommée pour l'occasion "Campus Misericordiae"), voisine de Wieliczka, qu'a eu lieu la veillée des pèlerins avec le Pape, qui a rassemblé 3 millions de personnes.

## Jumelages
La ville de Wieliczka est jumelée avec :
- Bergkamen (Allemagne)
- Saint-André-lez-Lille (France)
- Sesto Fiorentino (Italie)
- Litovel (Tchéquie)

## Personnalités
- Władysław Skoczylas
- Lena Küchler-Silberman